# Špitálské předměstí

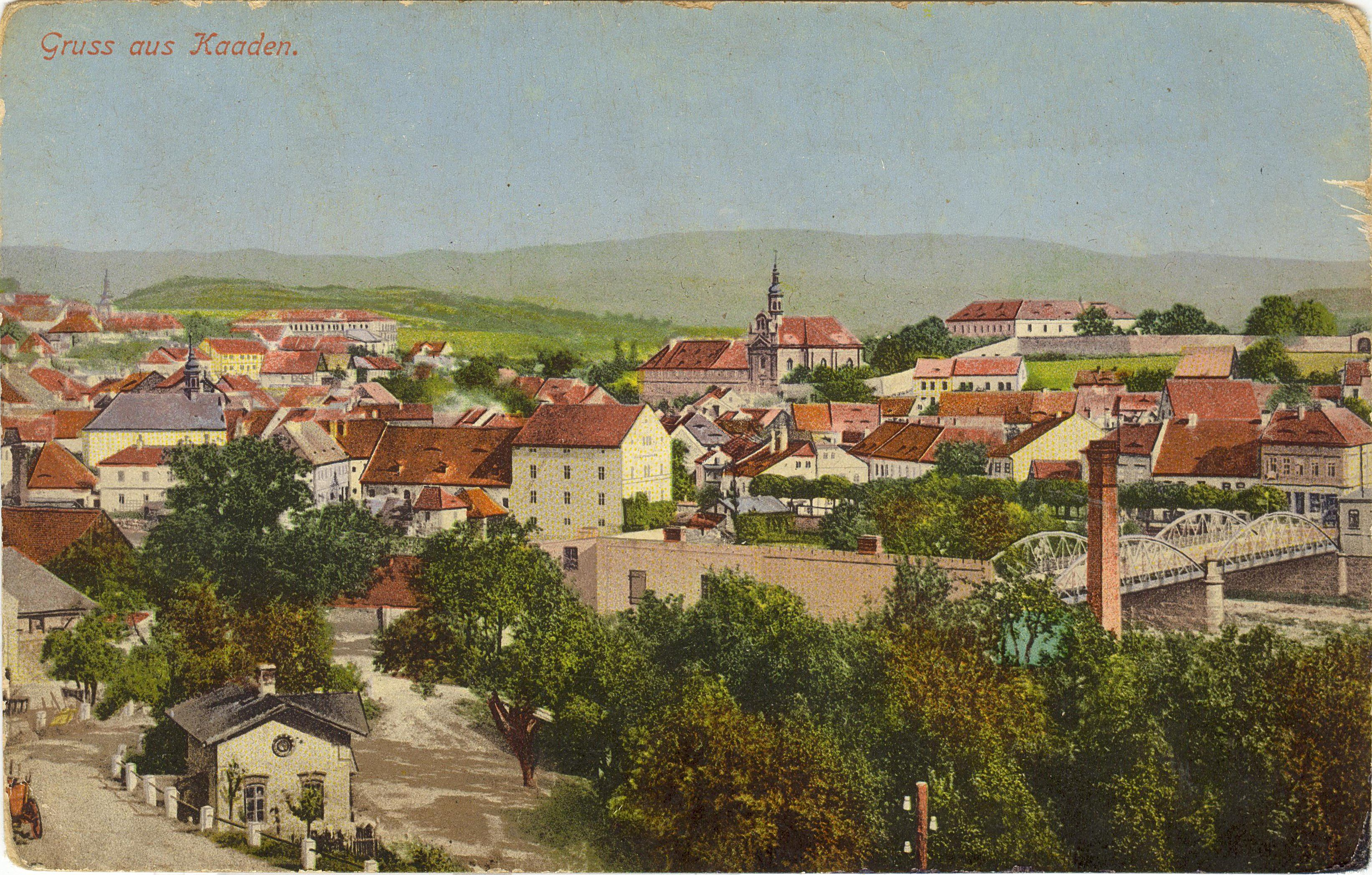
Pohled na Špitálské předměstí v Kadani na pohlednici okolo roku 1900

Špitálské předměstí je historickou čtvrtí města Kadaně.

## Historie
Špitálské předměstí je historickou předměstskou čtvrtí města Kadaně. Osou původní zástavby byla říčka Bystřice (Prunéřovský potok). V písemných pramenech je předměstí zmiňováno již koncem 12. století, centrem bylo náměstí s tržištěm v blízkosti kostela Stětí svatého Jana Křtitele a jeho součástí bylo rovněž několik dalších významných sakrálních objektů. Rozloha čtvrti byla vymezena předměstskou hradbou. Historicky lze ke Špitálskému předměstí počítat tyto současné ulice: Říční, Zeyerova, Sukova, Skalní, Věžní, Rokelská, Pastýřská studánka, Koželužská, Na Příkopě, Žatecká, Svatojánská ulička a Klášterní schody.

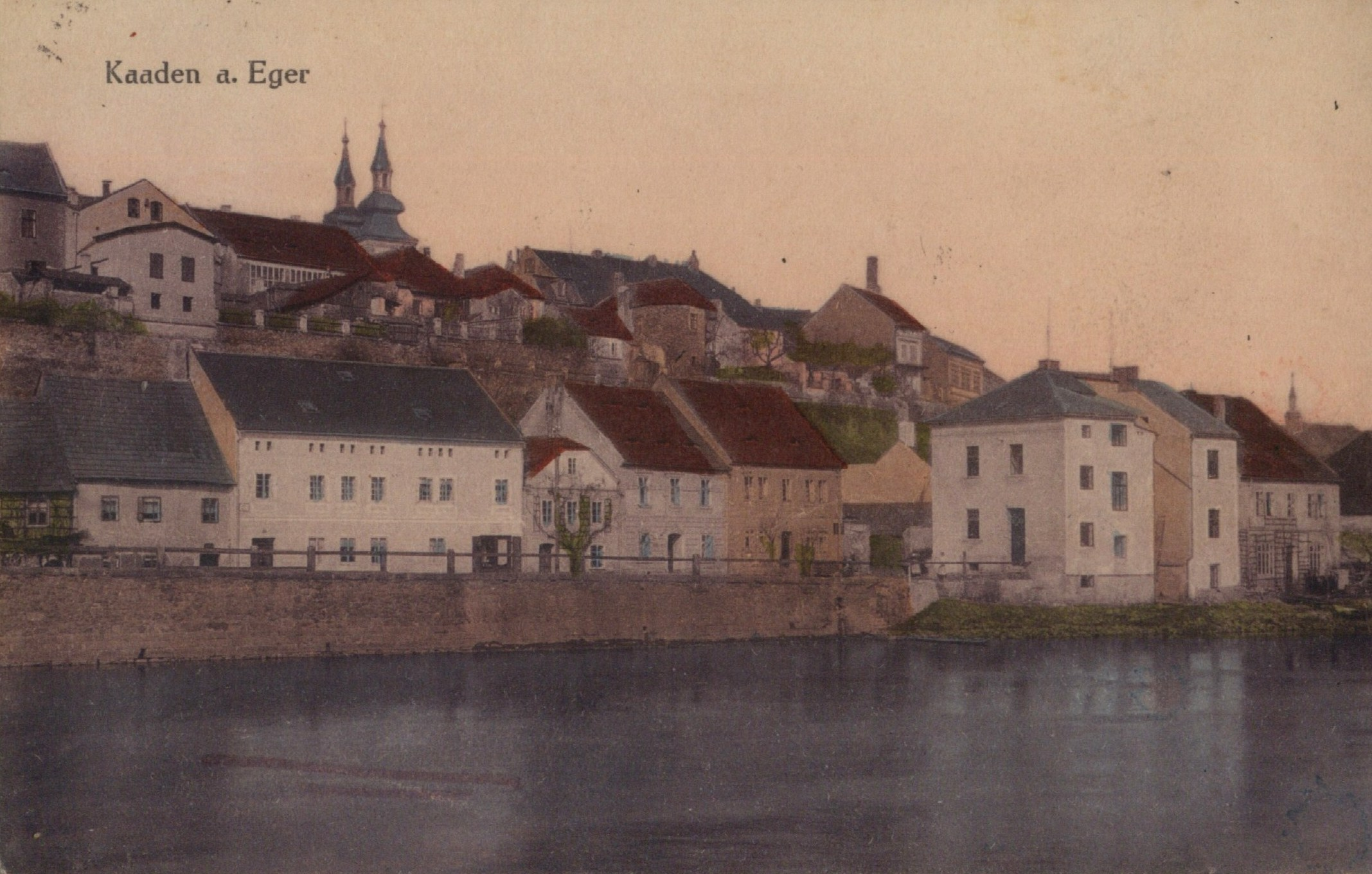
Pohled na Špitálské předměstí v Kadani na pravém břehu řeky Ohře na pohlednici okolo roku 1900

K výraznému urbanistickému znehodnocení předměstí došlo v 60. až 80. letech 20. století. Na základě asanačního plánu z roku 1959 došlo tehdy nejen k demolici většiny původní historické zástavby, ale také byla pod povrch zatrubněna říčka Bystřice (pomyslná osa předměstské zástavby), také byl vybudován silniční průtah v dnešní Rokelské ulici. Během výstavby tohoto průtahu došlo k odstřelu části kopce v blízkosti alžbětinského kláštera, čímž byl naprosto zničen původní reliéf předměstí. V místech, kde došlo k zatrubnění Bystřice, vznikala postupně panelová zástavba v Koželužské a později Sukově ulici (zde dokonce až v 80. letech 20. století). Devastace Špitálského předměstí nejenže zničila původní historické předměstí, ale také zanechala přímo v centru města nesouvisle zastavěný pás, jehož návaznost se Starým Městem a novodobou předměstskou čtvrtí Kaolinkou, vznikající postupně po roce 1880, byla razantně eliminována řadou proluk. Většina území Špitálského předměstí a zástavby, která přežila komunistické řádění, je od roku 1978 vyhlášena jako městská památková rezervace.
Již od středověku byl život na Špitálském předměstí úzce spjat s řekou Ohří a jejím přítokem, Bystřicí. Nacházely se zde mlýny, koželužny, bělidla a přívozy a provozoval se rybolov či těžba říčního písku. Po řece Ohři tudy proplouvali voraři plavící dřevo z Krušných hor. Vztah k řece se projevil také v místních názvech, kterými jsou například nyní již neexistující fortifikační prvky Říční branka a Vodní brána, Mostní ulice, hostinec Kotva, nebo dům U Kamenné ryby. Špitálské předměstí je poprvé vyobrazeno na panoramatické vedutě královského města Kadaně od Jana Willenberga z roku 1602. Od dob komunismu, které nenávratně změnily tvář předměstí a měly na jeho vzhled totálně destruktivní vliv, došlo také ke vzniku nových urbanistických prvků, jakým je například Nábřeží Maxipsa Fíka.

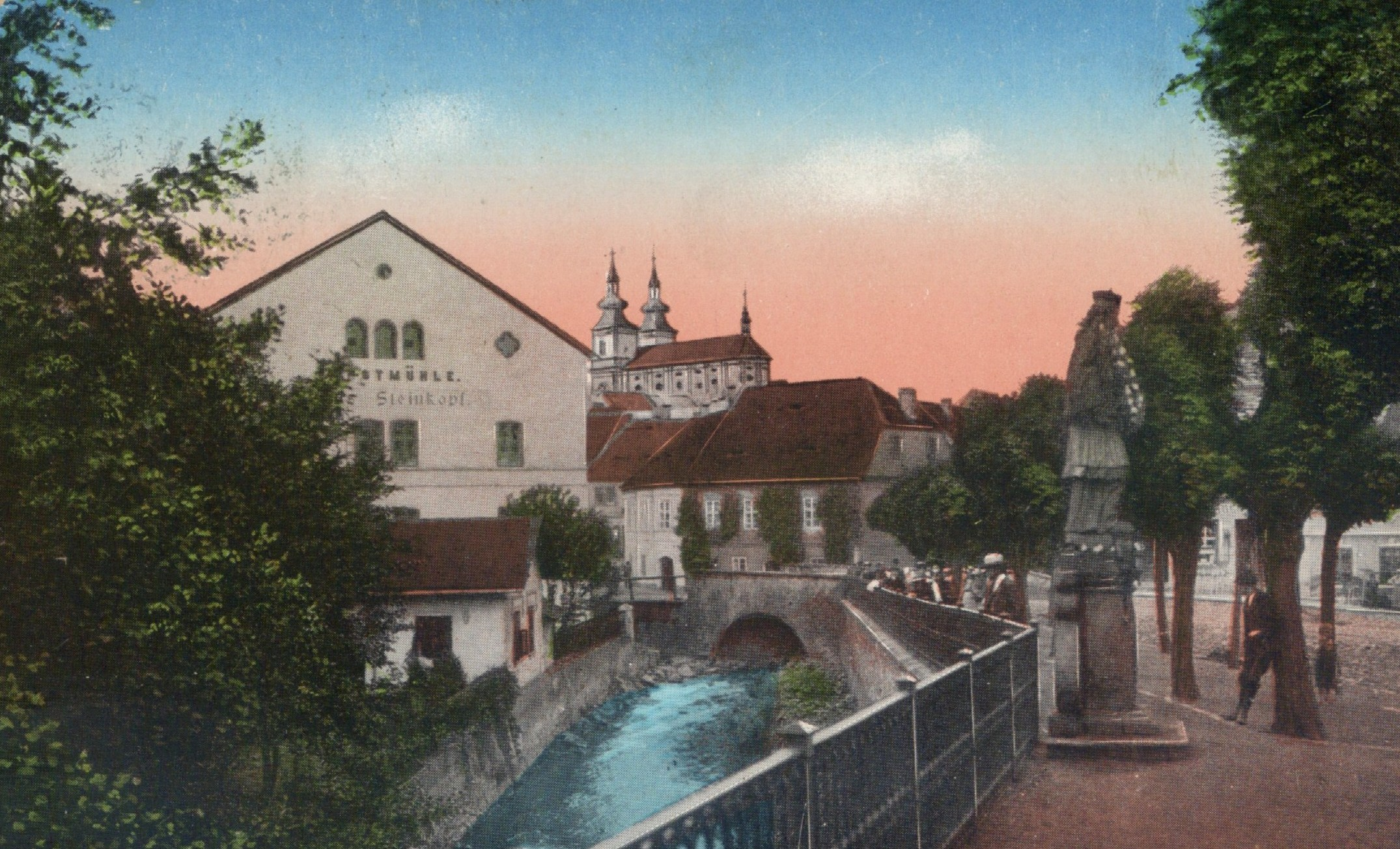
Steinkopfův mlýn na Špitálském předměstí v Kadani na pohlednici okolo roku 1900

Přirozené centrum předměstí představuje kostel Stětí svatého Jana Křtitele se špitálem rytířského Řádu johanitů (Maltézští rytíři), v jehož blízkosti se až do 60. let 20. století nacházelo historické Kovářské náměstí (dříve nazývané také Soumarské tržiště či Vlašské náměstí). Dominantou městského hradebního systému na Špitálském předměstí je barbakán Žatecké brány z roku 1458, který jej odděluje od Starého Města. Naproti centru města přes údolí říčky Bystřice stojí alžbětinský klášter s kostelem svaté Rodiny pocházející z 2. poloviny 18. století. Další architektonickou zajímavostí je pak kostel svaté Anny, vybudovaný okolo roku 1600, pozdně gotická polygonální bašta, takzvaný Katův dům (čp. 190 nedaleko Katovy uličky), nebo kamenný Bystřický můstek na soutoku Bystřice a Ohře, poprvé doložený roku 1474 a obnovený roku 2004.
K historickému vymezení Špitálského předměstí náleží levý břeh řeky Ohře přibližně v prostoru mezi současným silničním mostem a budovou kulturního zařízení Střelnice. Nedaleko Střelnice, v dnešní Čechově ulici (v prostoru za někdejší Vodní branou, zbořenou roku 1831), je doložen již na vedutě Jana Willenberga z roku 1602 první kadaňský most, dřevěný na kamenných podpěrách, který spojoval Staré Město s Kostelním Dvorem na pravém břehu řeky Ohře. Roku 1477 odkázal měšťan Hans Österreicher dva zlaté na opravu tohoto mostu. Roku 1485 vydal král Vladislav Jagellonský městu Kadani privilegium na výstavbu kamenného mostu. Měšťané pak sháněli finanční prostředky na stavbu a například roku 1487 odkazuje ve svém testamentu kadaňský měšťan Endres Stiber sumu šedesáti rýnských zlatých na tento nový mostu. K realizaci plánované stavby však nakonec nedošlo.
V současné Čechově ulici (dříve Vodní), především v její dolní části v blízkosti Vodní brány, se na přelomu 15. a 16. století koncentrovalo židovské obyvatelstvo, které se zde pod ochranou zástavního pána Kadaně, Jana Hasištejnského z Lobkowicz, věnovalo obchodu. Proto se také této části někdy říkalo Židovská ulice.
Od silničního mostu dále po levém břehu řeky Ohře se nachází Krvavá skála s pozůstatky předměstské hradby z roku 1618. Směrem po proudu řeky pak na levém břehu pokračují kamenné terasy někdejších vinohradů z 15. až 17. století, místy s původními klenutými vinnými sklepy. U silničního mostu, kde od pradávna býval brod přes řeku, stávala dříve Mostní branka, která jako součást předměstské fortifikace plnila také funkci mýtního domku. Clo a později mostné zde město vybíralo až do roku 1782, následně do roku 1834 stát a v letech 1834 až 1945 opět město. Roku 1880 byl vystavěn úplně nový most, jehož ocelovou konstrukci nesly kamenné podpěry. Most byl osazen plynovými lampami a nesl jméno tehdejšího Rakousko-Uherského monarchy císaře Františka Josefa I. Demontován byl teprve v 60. letech 20. století, kdy byl nahrazen novým železobetonovým silničním mostem. Během těchto stavebních prací došlo k demolici historického Kareisova domu (čp. 273) pocházejícího z 16. století.
Nábřeží, po němž tehdy vedla Kovářská ulice (dnes Žatecká), bylo zvýšeno a upraveno. Roku 1707 zde byla nově instalována barokní socha svatého Jana Nepomuckého, která byla restaurována roku 2005. V místech naproti současnému silničnímu mostu ve Špitální ulici (dnes Zeyerova), stávala až do roku 1990 historická budova jednoho z městských špitálů z 18. století, který byl roku 1888 přebudován na nemocnici. V dolní části Hrnčířské ulice (dnes Sukova), vedle domu čp. 245, stával až do 60. let 20. století dům U Kamenné ryby. Do jeho čelní fasády byla vsazena kamenná ryba, která ukazovala, kam až dosáhla voda během velké povodně roku 1682. Nedaleko Bystřického můstku jsou od roku 1596 zmiňovány rovněž městské lázně, roku 1602 je pak poprvé doložen dodnes stojící Český, později Steinkopfův mlýn (čp. 283).
Za třicetileté války po můstku mašírovala jak císařská, tak švédská vojska. Mnohokrát byl také zaplaven při povodních, například v letech 1655, 1682, 1862, 1940 a 1957. Pro dostupnost vodních toků bylo Špitálské předměstí od 15. století centrem koželuhů, od konce 18. století pak centrem kadaňského rukavičkářství, které, ač dnes téměř zapomenuto, svého času slavilo úspěchy po celé Evropě od Londýna přes Paříž a Vídeň, až po Moskvu. V úseku mezi Dolním jezem a železničním mostem se v korytě řeky nacházelo několik mohutných balvanů, které měly i svá historická pojmenování, jako například Hladový, Kadaňský a Žatecký kámen.
Za zmínku stojí i osobitost místních slavností, jejichž tradice se na Špitálském předměstí udržovala až do 2. světové války. Oslavovalo se například posvícení špitálského kostela svatého Jana ve dni 29. srpna o svátku Stětí svatého Jana Křtitele, nebo Masopust v Kožné ulici (dnes Říční), který je zmiňován v místní literatuře. Významným místem se od konce 18. století stal zájezdní hostinec U Kotvy (čp. 293), který poskytoval odpočinek a obveselení rybářům, vorařům a všem ostatním, kteří se pohybovali v okolí řeky Ohře. V písemných pramenech je kadaňské rybářství zmiňováno již od poloviny 15. století. Od 80. let 19. století existuje v Kadani rybářský spolek, který mimo jiné podporoval obnovu populace kaprů a lososů. Jen roku 1888 jich prý bylo do řeky nasazeno na deset tisíc. Dalšími druhy ryb typickými pro kadaňský úsek řeky Ohře jsou například karas, bolen, pstruh, úhoř a řada dalších. Od 17. století je v městských kronikách u Dolního jezu zmíněna existence vodníka. Na ostrově Písečná hlava měla žít divoženka Violanta a dle barokní pověsti se v blízkosti hostince U Kotvy měl zjevovat přízračný rytíř s halapartnou. V místech kulturního zařízení Střelnice (čp. 315), v někdejším městském příkopu, bylo roku 1756 zřízeno několik dřevěných stavů s terči, kde se kadaňští měšťané cvičili ve střelbě z pušek – odtud název Střelnice. Sklad střelného prachu si zřídili v takzvaných Ptačích domcích.
Výrazné proměny Špitálského předměstí během 20. století lze dokumentovat na plánech města Kadaně z přelomu 19. a 20. století. Nejdůležitějším je z tohoto hlediska kolorovaný situační plán z doby okolo roku 1890. Ten zachycuje ještě nezbořené předmostí, nebo neupravené nábřeží v okolí Steinkopfova mlýna. Kožná ulice (dnes Říční) v prostoru pod Kadaňským hradem je zde ještě z obou stran obklopena zástavbou, která je oddělována spojovacími uličkami vedoucími k řece. Dalším významným dokumentem pro zkoumání urbanistického řešení špitálského předměstí před jeho destrukcí v druhé polovině 20. století je také další kolorovaný plán města z roku 1912, který obsahuje řadu místních názvů a pojmenování.

## Další budovy
- Budova čp. 456 v ulici 5. května (dříve Jahnova) na Špitálském předměstí bývá označována jako tzv. Luční mlýn, nyní je součástí areálu místní zemědělské školy. Historický Luční mlýn, jedno z několika mlýnských zařízení na říčce Bystřici je v písemných pramenech zmiňován již roku 1470.